# Rhabdodontium buftonii
Rhabdodontium buftonii är en bladmossart som beskrevs av Brotherus 1906. Rhabdodontium buftonii ingår i släktet Rhabdodontium och familjen Pterobryaceae. Inga underarter finns listade i Catalogue of Life.